# فلسطین صلح نه تبعیض
فلسطین صلح نه تبعیض (به انگلیسی: Palestine Peace Not Apartheid) یکی از پرفروشترین کتاب‌های نیویورک تایمز نوشته جیمی کارتر سی و نهمین رئیس‌جمهور آمریکا است که نوامبر ۲۰۰۶ منتشر شد. کارتر از جمله سیاست‌مدارانی است که بیشترین تعامل را با طرفین درگیر در مناقشه اسرائیل و فلسطین داشته و میزبان مذاکرات صلح کمپ دیوید بوده است. وی در این کتاب با طرح مشکلات منطقه و صلح خاورمیانه چندین بار به فقدان عزم رهبران اسرائیل برای صلح اشاره می‌کند و به انتقاد از آن‌ها می‌پردازد. دربارهٔ استفاده از لفظ تبعیض (به انگلیسی: Apartheid) در عنوان کتاب بحث‌های فراوانی در رسانه‌ها و محافل دانشگاهی صورت گرفته ولی او از کتابش دفاع کرد و واکنش‌ها به آن را مثبت ارزیابی کرده است. جیمی کارتر در نامه‌ای در توضیح عنوان کتاب خود اعلام کرد که تبعیض در اسرائیل برپایه نژادپرستی نمی‌باشد بلکه بر اثر عملکرد گروهی از اسرائیلیان در سرزمینهای فلسطینی می‌باشد او در این نامه همچنین با اسرائیلیان در مورد ترس از تروریسم همدردی کرد.